# Falerna
Falerna is een gemeente in de Italiaanse provincie Catanzaro (regio Calabrië) en telt 3957 inwoners (31-12-2004). De oppervlakte bedraagt 23,9 km², de bevolkingsdichtheid is 151 inwoners per km².
De volgende frazioni maken deel uit van de gemeente: Castiglione Marittimo, Falerna Scalo, Quella Banda Sanguinello.

## Demografie
Falerna telt ongeveer 1587 huishoudens. Het aantal inwoners steeg in de periode 1991-2001 met 2,8% volgens cijfers uit de tienjaarlijkse volkstellingen van ISTAT.
| Jaar | Inwoneraantal |
| ---- | ------------- |
| 1991 | 3504          |
| 2001 | 3602          |

## Geografie
Falerna grenst aan de volgende gemeenten: Gizzeria, Lamezia Terme, Nocera Terinese.

## Externe link

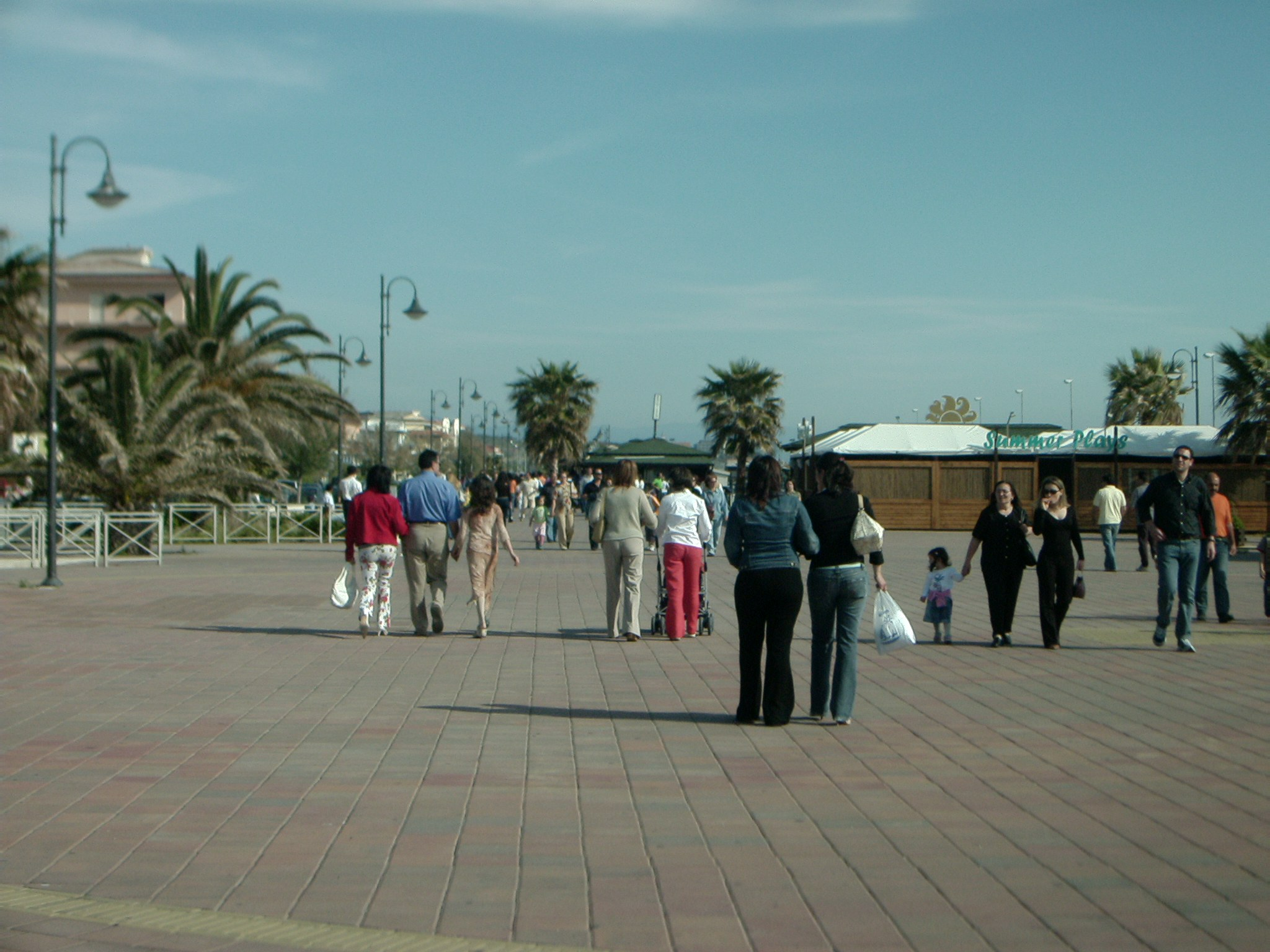
Falerna Lungomare